# 津田沼駅
津田沼駅（つだぬまえき）は、千葉県習志野市津田沼一丁目にある、東日本旅客鉄道（JR東日本）総武本線の駅である。運行系統としては、快速線を走行する総武快速線、緩行線を走行する総武緩行線の2系統が停車する。駅番号は快速線がJO 26、緩行線がJB 33。京成電鉄の新津田沼駅と近接しており、乗換駅となっている。

## 概要
当駅は習志野市の中心駅である。周辺は駅が密集しており、相互乗換駅である京成松戸線の新津田沼駅を始め、京成津田沼駅(京成本線・松戸線・千葉線)、谷津駅(京成本線)、前原駅(京成松戸線)が全て当駅から半径約2 km圏内に位置している。
駅舎及び改札は習志野市側にあるが、ホーム西側および北口西端の一部が船橋市前原西二丁目にまたがっている。そのため近くに船橋市との境があり、船橋市東部の玄関口としても機能している。1日の平均乗車人員は、千葉県内では西船橋駅、船橋駅、柏駅、千葉駅に次ぐ第5位である。

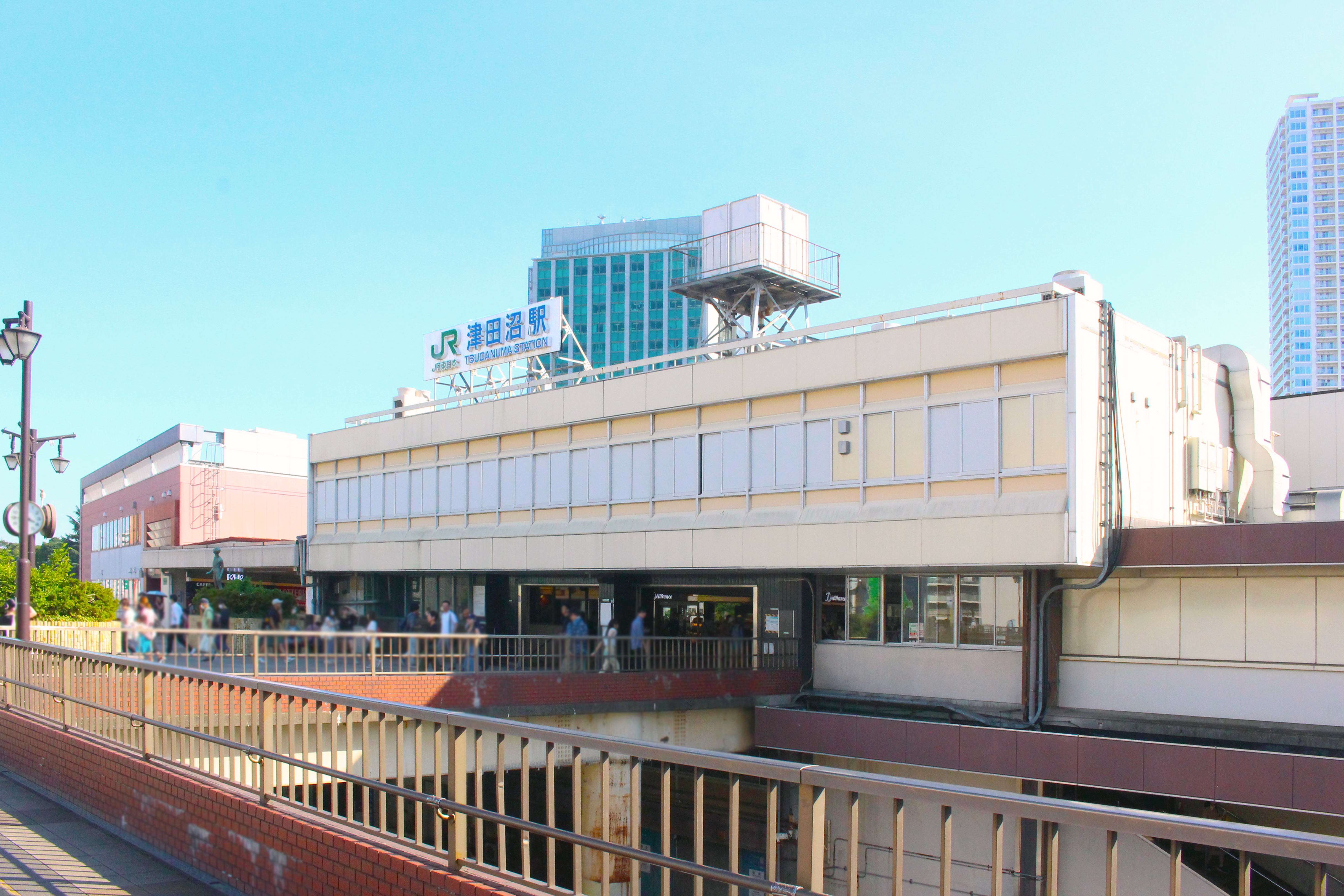
北口（2024年8月）
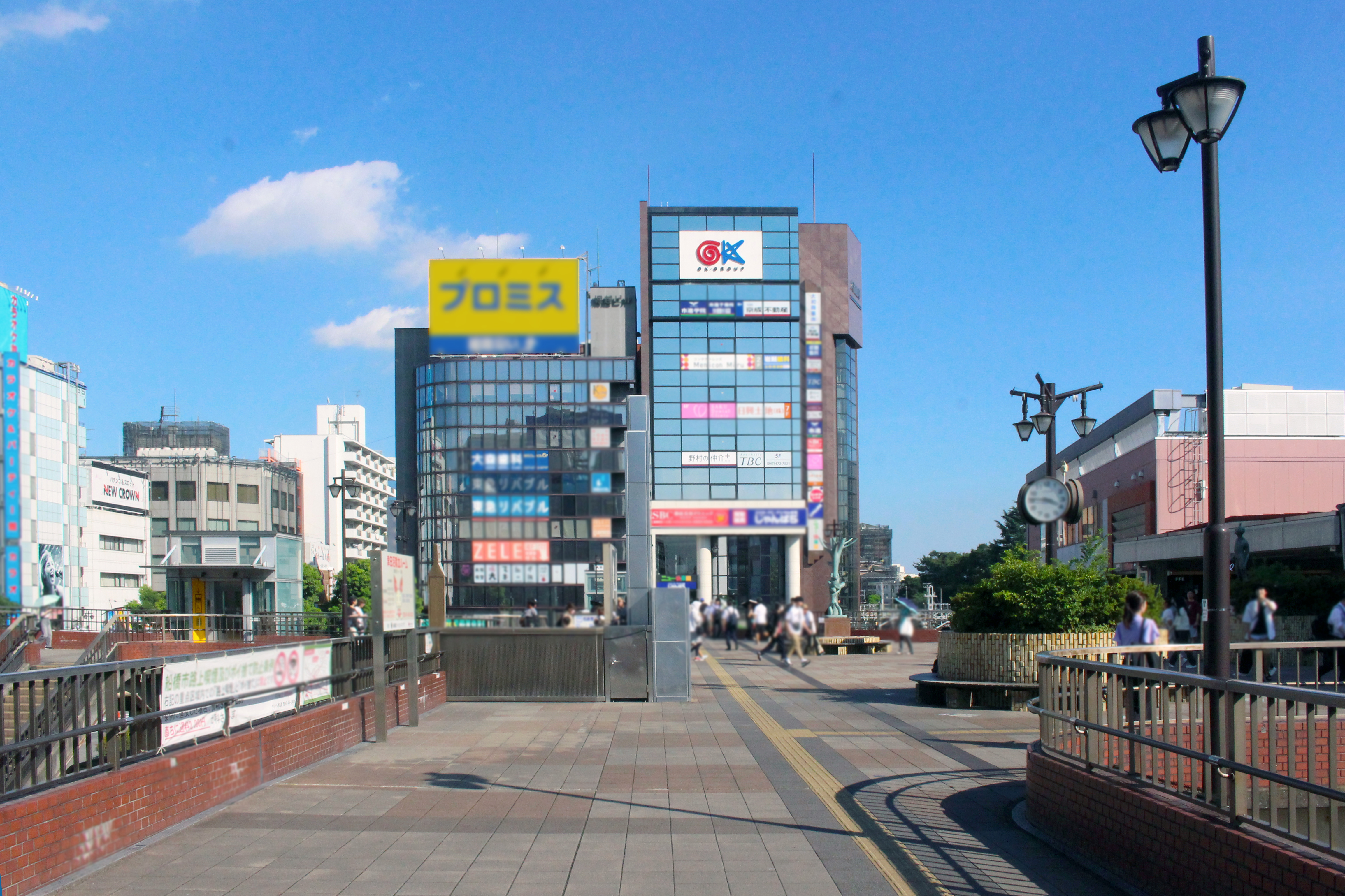
北口ペデストリアンデッキ（2024年8月）

## 乗り入れ路線
当駅に乗り入れている路線は、線路名称上は総武本線1路線のみである。
運転系統としては、急行線を走る総武快速線、および緩行線を走る総武緩行線の2系統が停車する。
- 総武線（快速）：急行線を走行する総武本線の近距離電車。上り列車は東京駅を起点に横須賀線への直通運転も実施している。駅番号は「JO 26」。
- 定期列車の特急は通過し、休日運転で千葉県内と東京都区部や北関東を結ぶ「新宿わかしお」「新宿さざなみ」のほか、「日光」「あやめ祭り」などの臨時特急が停車するという状況が長く続いたが、2024年のダイヤ改正以降は通過となり当駅に停車する特急列車はなくなった。
- 総武線（各駅停車）：緩行線を走行する総武本線の近距離電車。平日の朝夕ラッシュ時のみ西船橋駅を経由して東京メトロ東西線へ直通する列車も運行される[5]。駅番号は「JB 33」。

## 歴史
第二次世界大戦前は軍郷習志野への玄関口として賑わった。また、1907年（明治40年）には駅周辺に陸軍鉄道連隊が転営し、「津田沼」はその所在地として知られるようになった。戦後、鉄道連隊の広大な敷地は千葉工業大学などの学校用地とされた他、千葉県松戸市方面への旧演習線が新京成電鉄新京成線（現・京成松戸線）に転用された。また、1960年代には千葉市方面への旧演習線施設の一部を利用して陸上自衛隊第101建設隊が設置されている（1966年廃止）。

### 年表
- 1895年（明治28年）9月21日：総武鉄道の駅として開業[2]。旅客・貨物扱い開始。
- 1907年（明治40年）9月1日：鉄道国有法により買収され、帝国鉄道庁の駅となる[2]。
- 1969年（昭和44年）4月8日：営団地下鉄（現：東京メトロ）地下鉄東西線からの平日ラッシュ時直通乗り入れ開始[2]。
- 1972年（昭和47年）7月15日：両国駅 - 当駅間複々線化完成[2]。総武快速線の運転開始。
- 1974年（昭和49年）10月1日：当駅 - 千葉駅間複々線化完成[2]。貨物扱い廃止。
- 1987年（昭和62年）4月1日：国鉄分割民営化に伴い、東日本旅客鉄道（JR東日本）の駅となる[6]。
- 1992年（平成4年）11月28日：自動改札機を設置し、使用開始[7]。
- 1996年（平成8年）7月20日：駅構内に盲導鈴を設置[8]。
- 2001年（平成13年）11月18日：ICカード「Suica」の利用が可能となる[広報 1]。
- 2002年（平成14年）11月1日：駅ナカ「Dila津田沼」開業[9]。
- 2011年（平成23年）3月20日：「Dila津田沼」リニューアルオープン。
- 2019年（令和元年）8月31日：この日をもってびゅうプラザが営業を終了[10]。
- 2021年（令和3年）8月7日：船橋市前原商店街の市境を探すフォトラリーでホームの市境にテープが張られる[11]。
- 2023年（令和5年）2月28日：津田沼パルコ最終営業日に合わせて、この日限定で「ありがとう つだぬまパルコ JO26」の駅名表示板を掲出[12]。

省線時代の津田沼駅周辺空中写真（1948年頃）
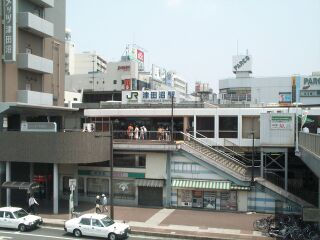
旧南口駅舎（2003年6月）
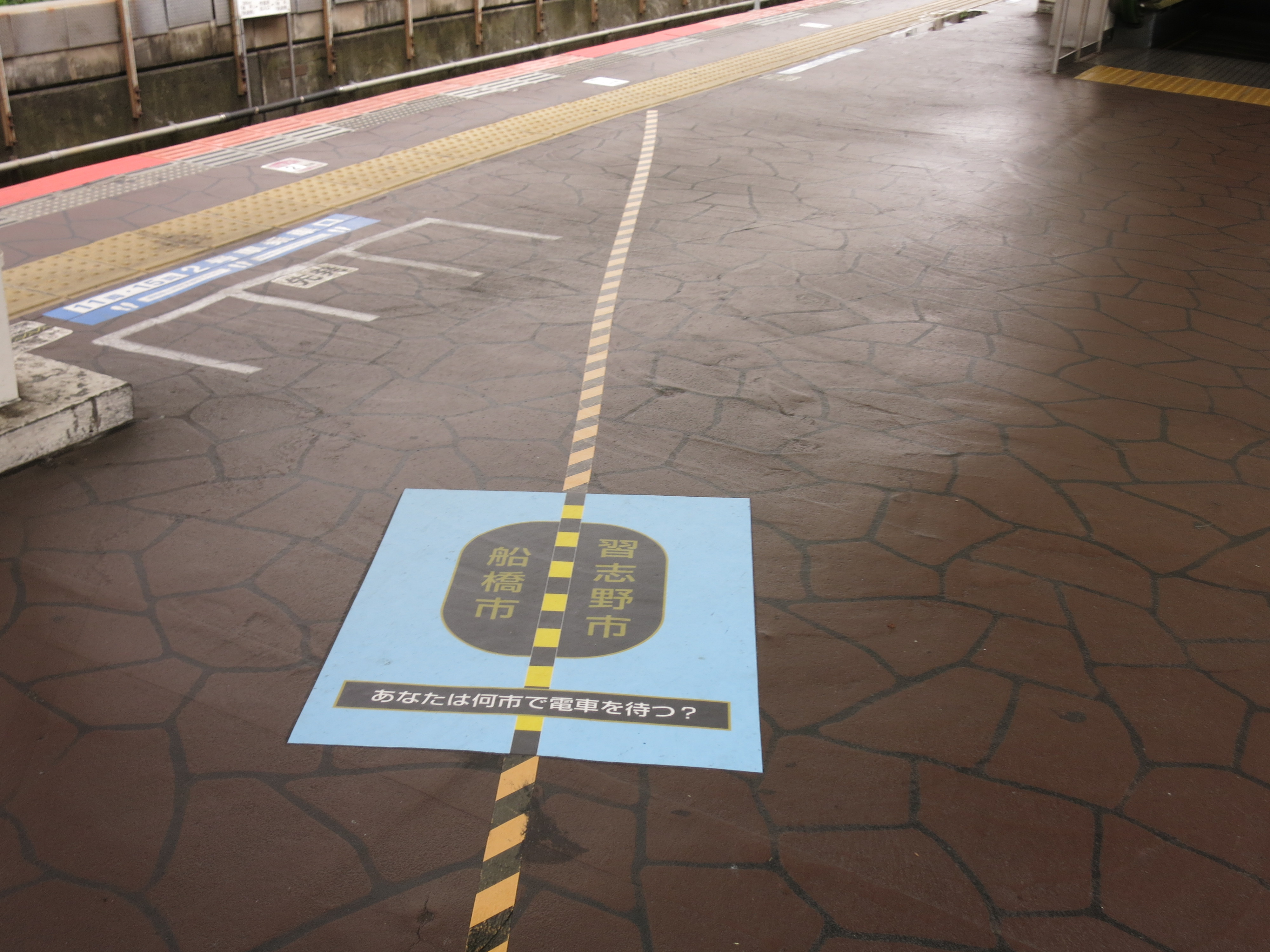
駅ホームにある習志野市と船橋市の境界線（2021年9月）

## 駅構造
島式ホーム3面6線を有する地上駅。橋上駅舎を有し、エレベーターとエスカレーターが設置されている。元は2面3線の構造で現在の北口側に駅舎が存在したが（後に南口を開設）、1972年の複々線化に合わせて現在の形に拡張され、橋上駅化された。改札付近にみどりの窓口と指定席券売機が設置されている。
津田沼統括センター拠点駅で、所長兼駅長が配置された直営駅。当駅から幕張駅までを統括している。
日中の各駅停車の約半数は当駅で御茶ノ水・新宿・中野駅方面に折り返す。千葉駅方面に向かう場合で当駅止まりの電車はホームが異なるため、手前の東船橋駅での乗り換えを誘導する車内放送が流れる。また、快速も朝夕の通勤時間帯を中心に東京・品川・横浜駅方面（横須賀線直通）への折り返し電車が多数存在する。また、平日ラッシュ時に限り各駅停車ホームから当駅始発として東京メトロ東西線直通列車が運転され、一部はメトロ線を経由して中央線（緩行線）の三鷹駅まで直通する。この関係で、平日の7時半〜9時の御茶ノ水方面の始発列車の設定はない。
当駅始発の東京方面の快速は大半は2番線から発車するが、一部は下り線本線の1番線から発車する。
2番線は東京方面の始発で使われる以外に、両方向での特急の通過待ちに使用することがある。ただし、同じく特急の通過待ちを行う市川駅と比較すると通過待ちを行う列車は少ない。
また、運転士・車掌の交代を行う場合もある。

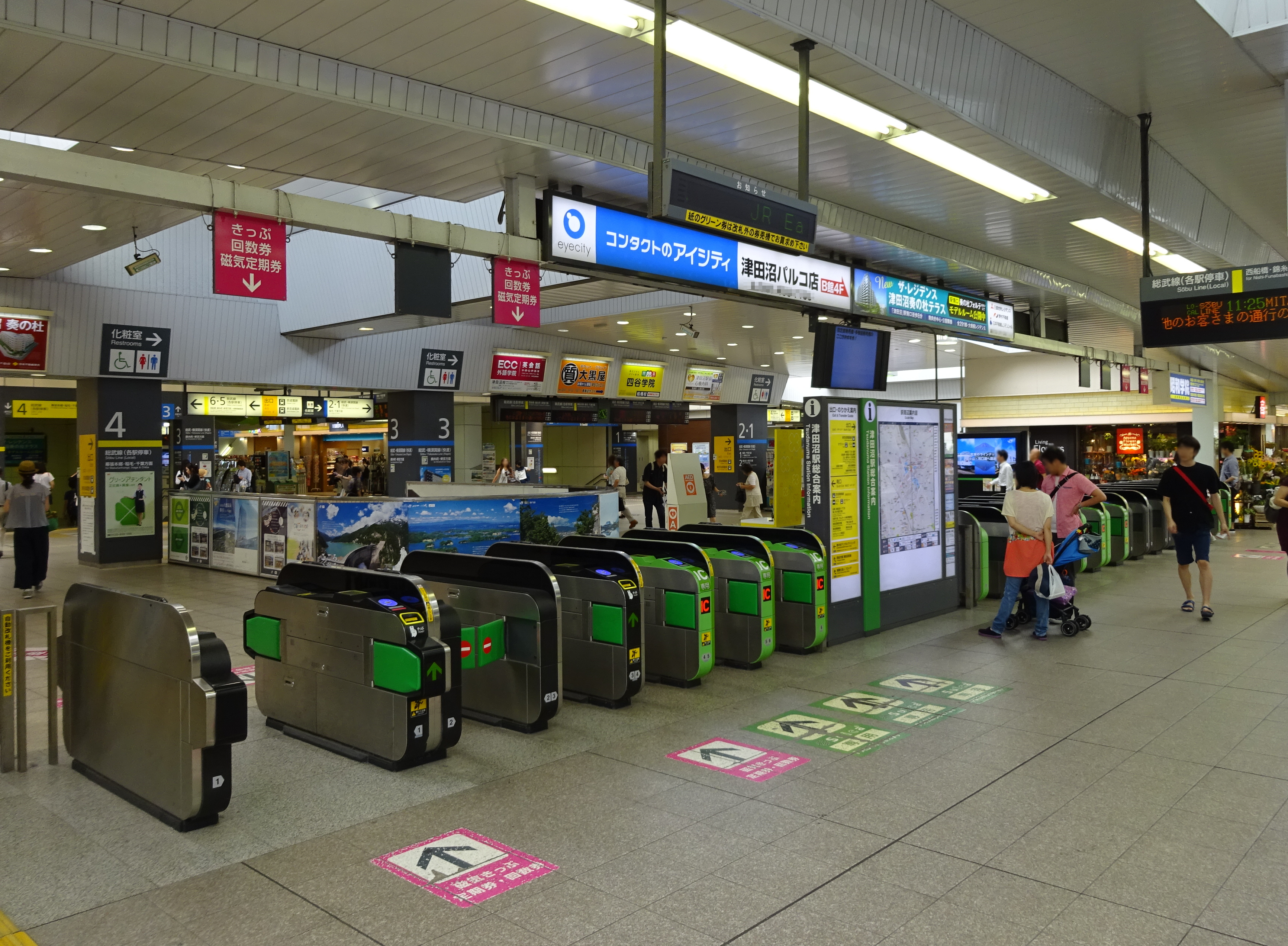
改札口（2016年8月）
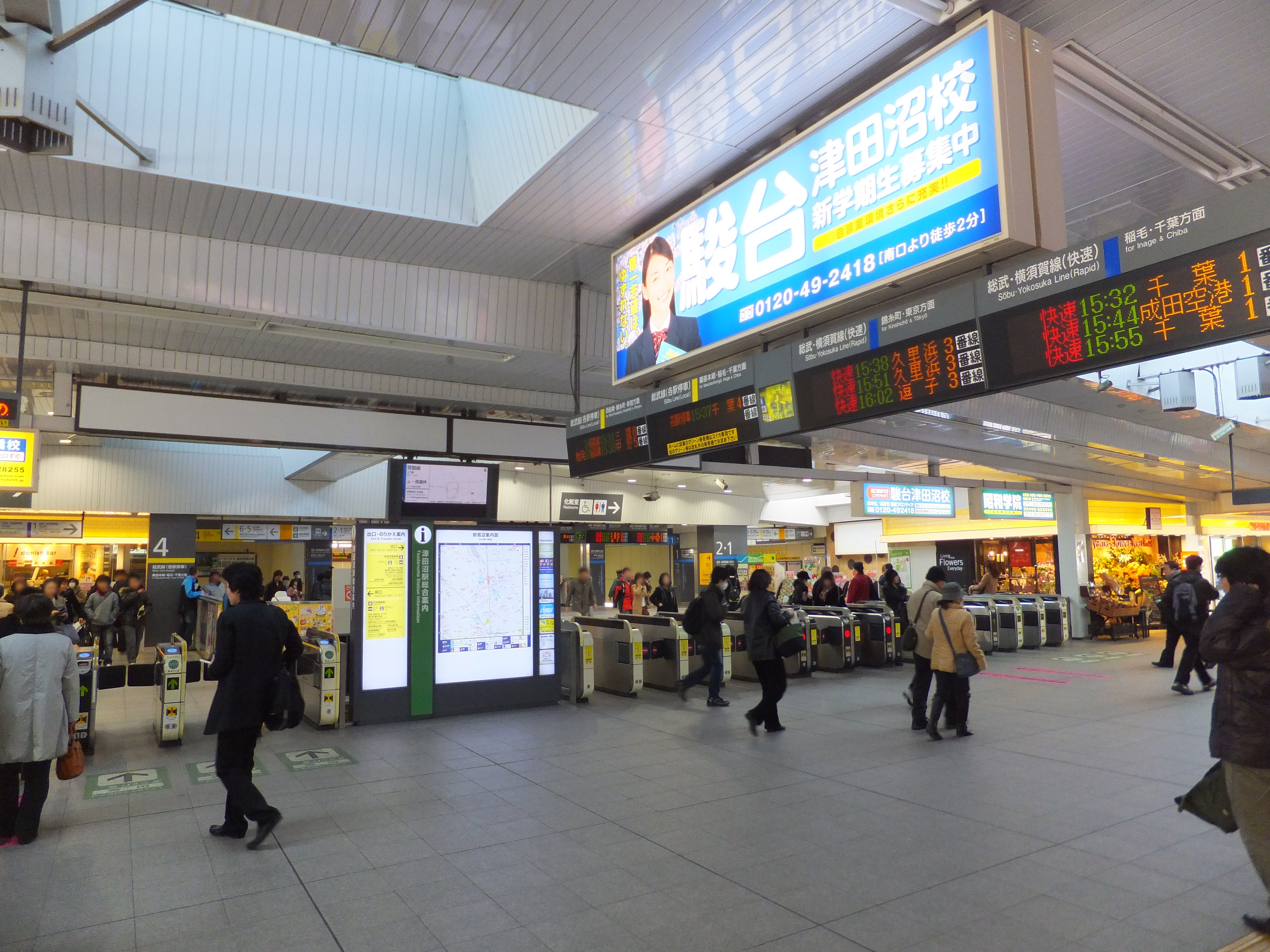
改札外コンコース（2012年3月）
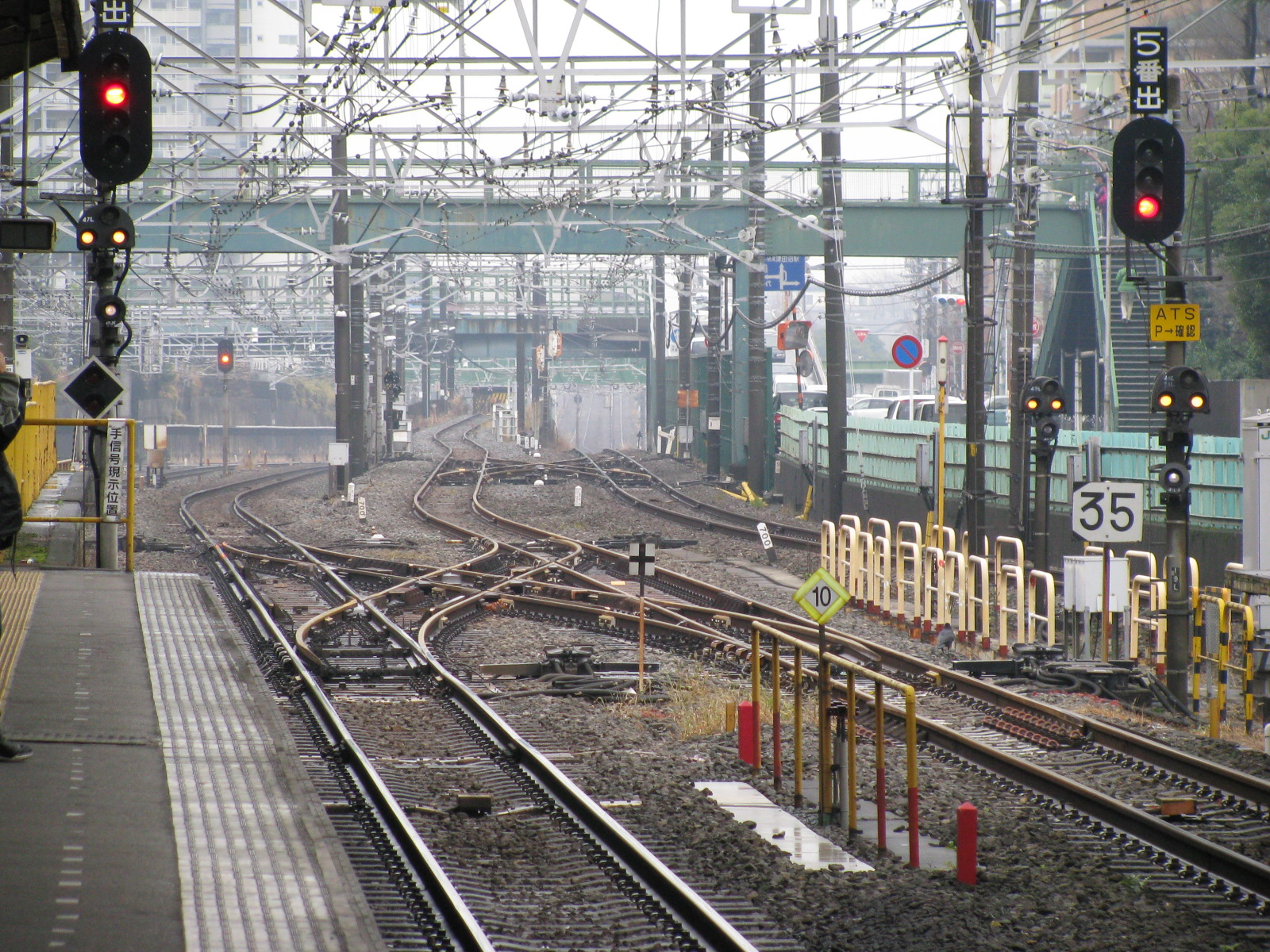
千葉方面にある総武線各駅停車用の折り返し線（2007年12月）
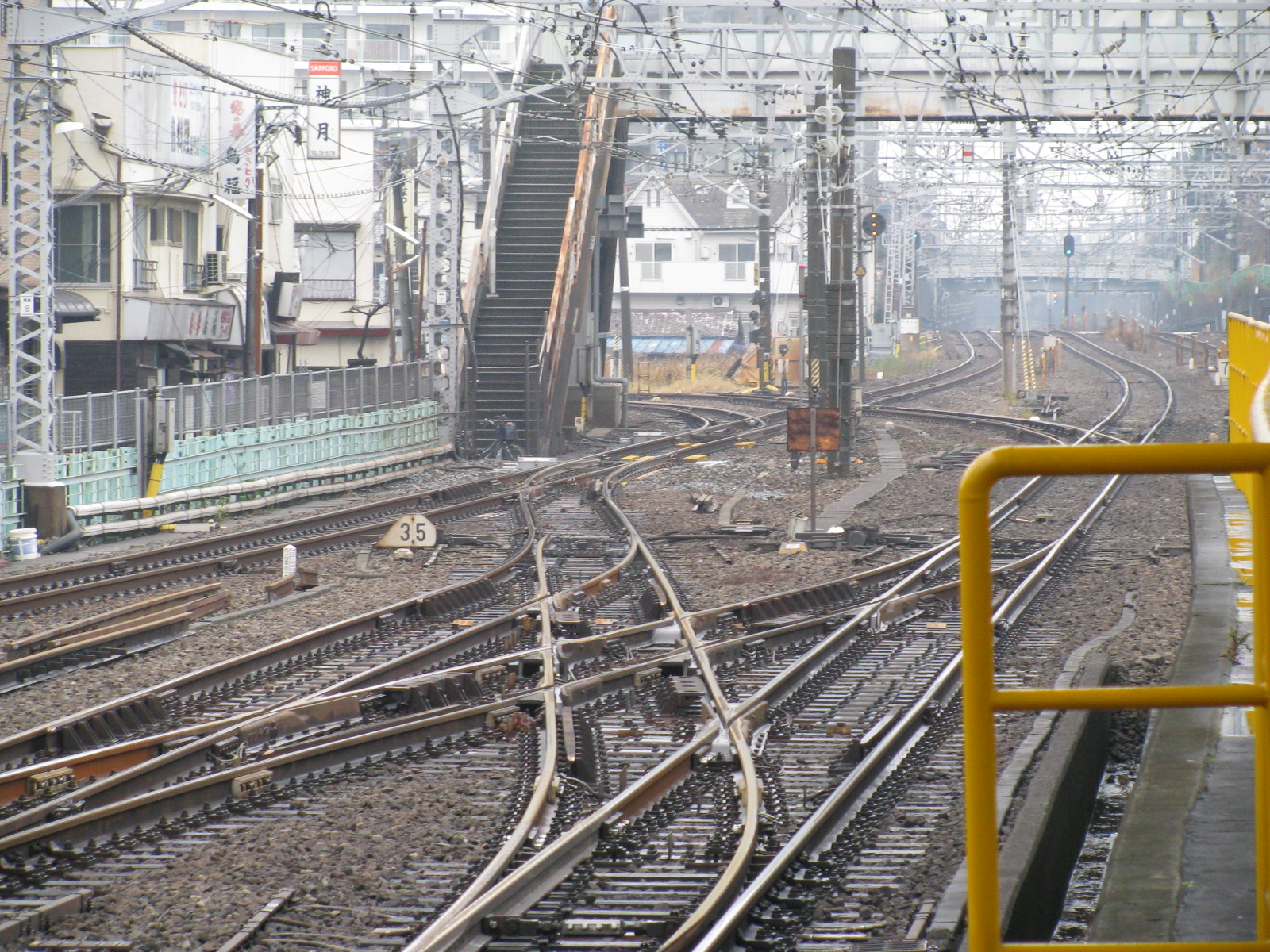
左に曲がる線路は習志野電車区への線路（2007年12月）

### のりば
| 番線 | 路線               | 方向 | 行先                     | 備考                                                  |
| ---- | ------------------ | ---- | ------------------------ | ----------------------------------------------------- |
| 1    | 総武線（快速）     | 下り | 稲毛・千葉方面           | 一部列車は2番線                                       |
| 2    | 総武線（快速）     | 上り | 錦糸町・東京方面         | 一部列車は1番線                                       |
| 3    | 総武線（快速）     | 上り | 錦糸町・東京方面         | 一部列車は1番線                                       |
| 4    | 総武線（各駅停車） | 東行 | 幕張本郷・稲毛・千葉方面 |                                                       |
| 5    | 総武線（各駅停車） | 西行 | 西船橋・錦糸町・新宿方面 | 5番線は当駅始発専用 （地下鉄東西線直通はすべて5番線） |
| 6    | 総武線（各駅停車） | 西行 | 西船橋・錦糸町・新宿方面 |                                                       |

（出典：JR東日本:駅構内図）
- 当駅の西側に大きく、同じく当駅の東側に1本、それぞれに総武線各駅停車専用の留置線があり、夜間滞泊などの留置運用が設定されている。かつては習志野電車区が存在したものの、2004年に全車両が三鷹車両センターに転属した。
- 平日ラッシュピーク時に総武快速線当駅折り返し東京・横浜（横須賀線）方面行および東西線直通電車では整列乗車が行われる。

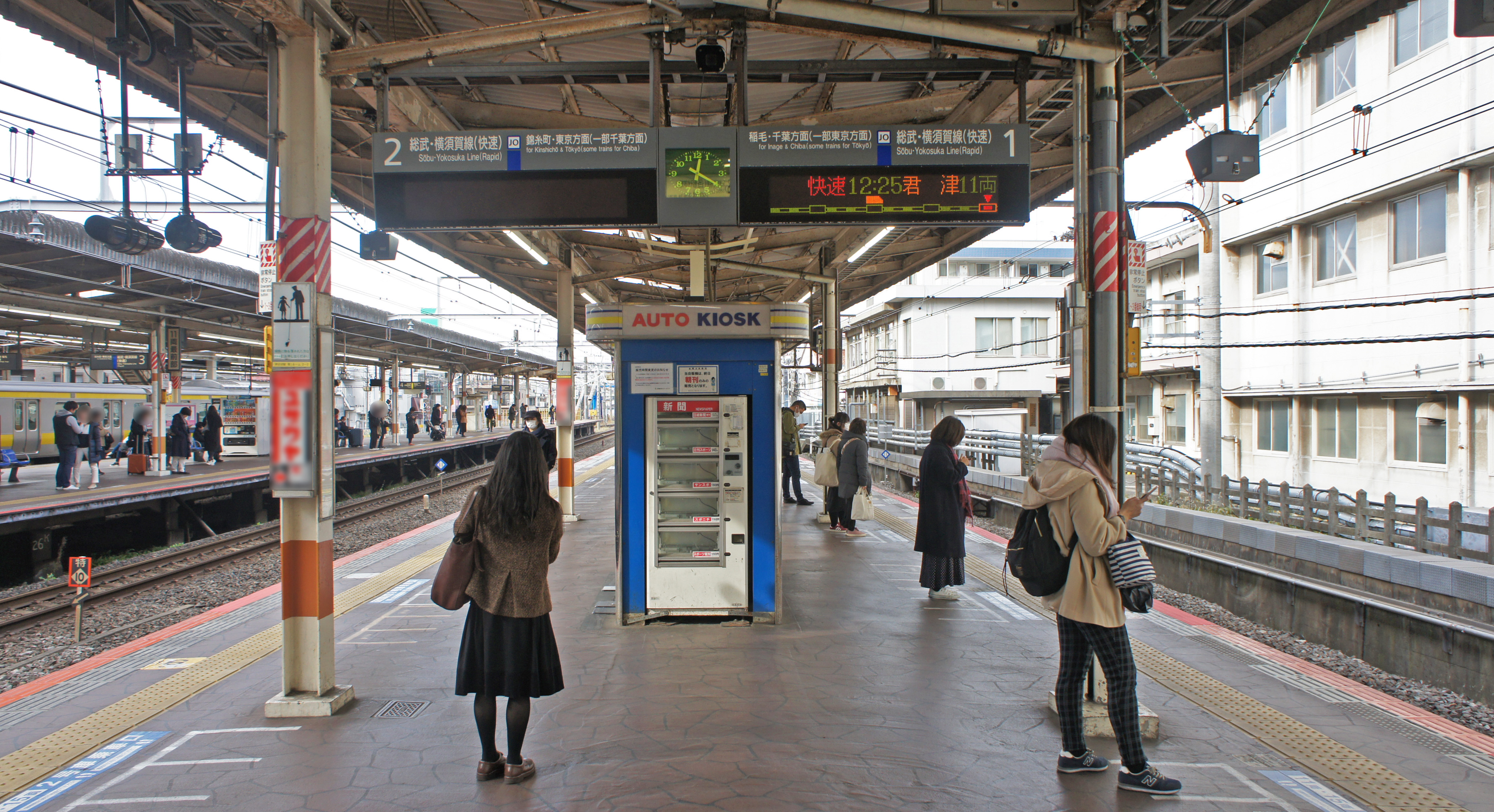
1・2番線（総武快速線）ホーム（2019年12月）
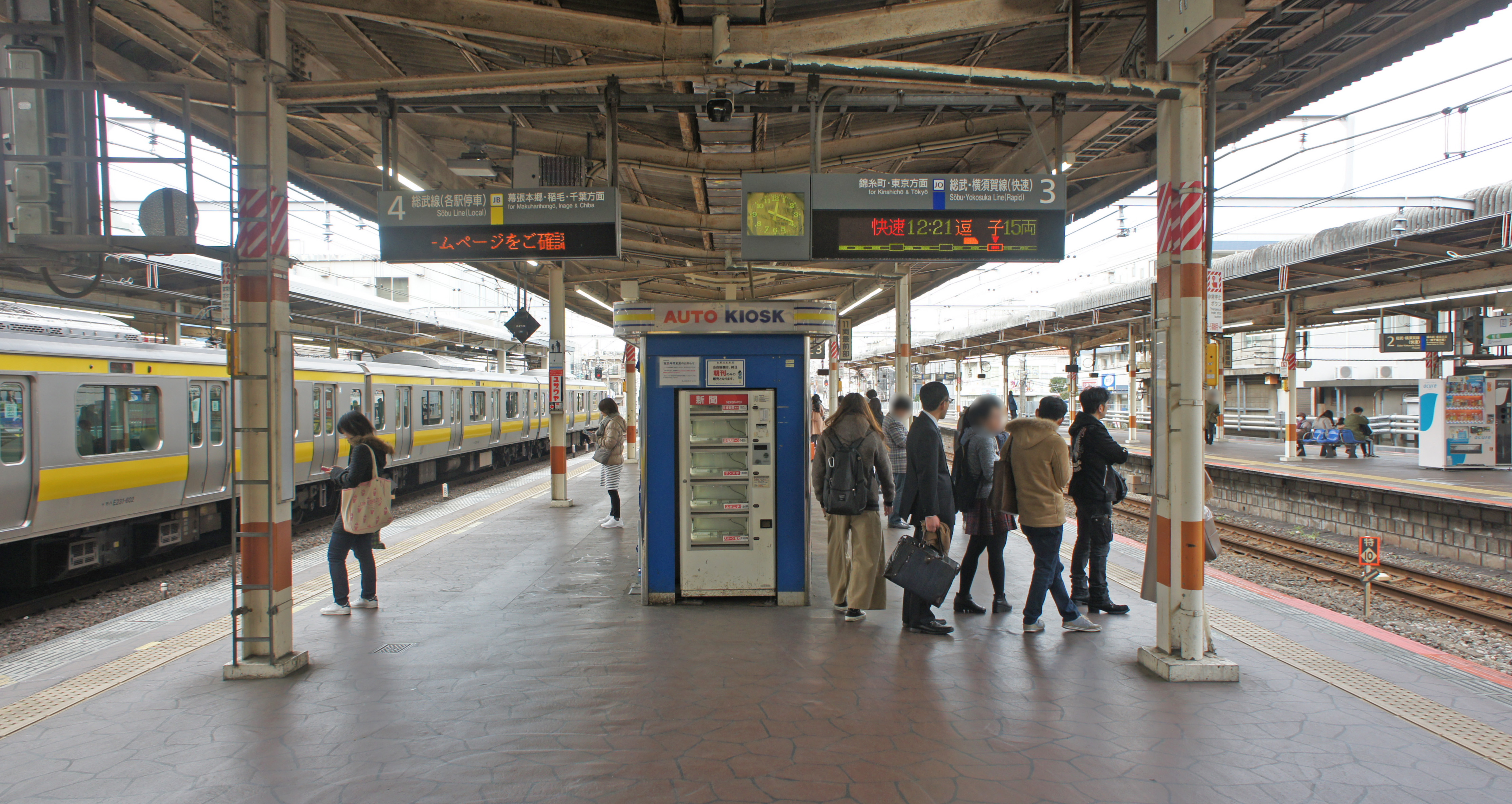
3・4番線（総武快速線・総武緩行線）ホーム（2019年12月）
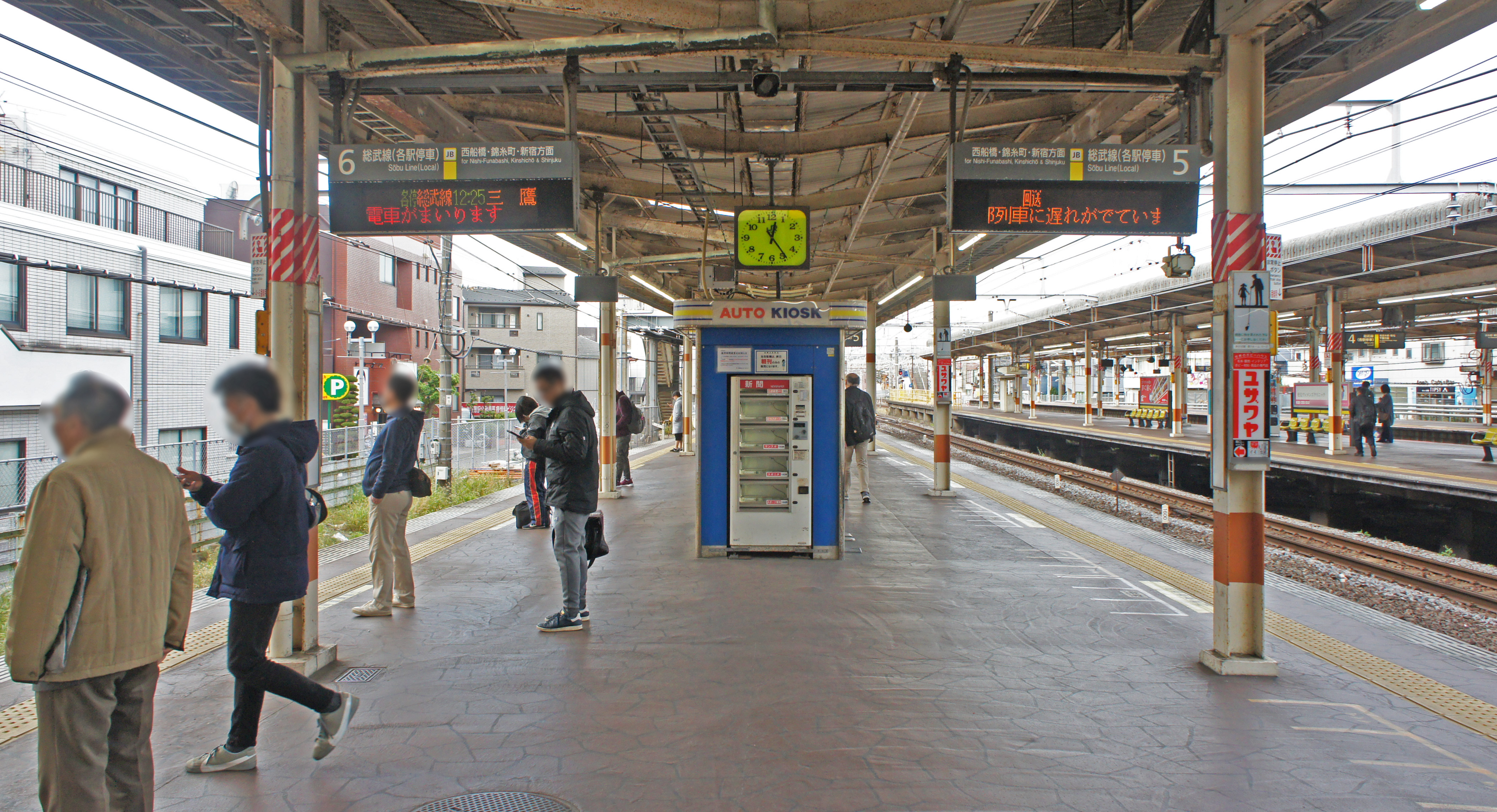
5・6番線（総武緩行線）ホーム（2019年12月）
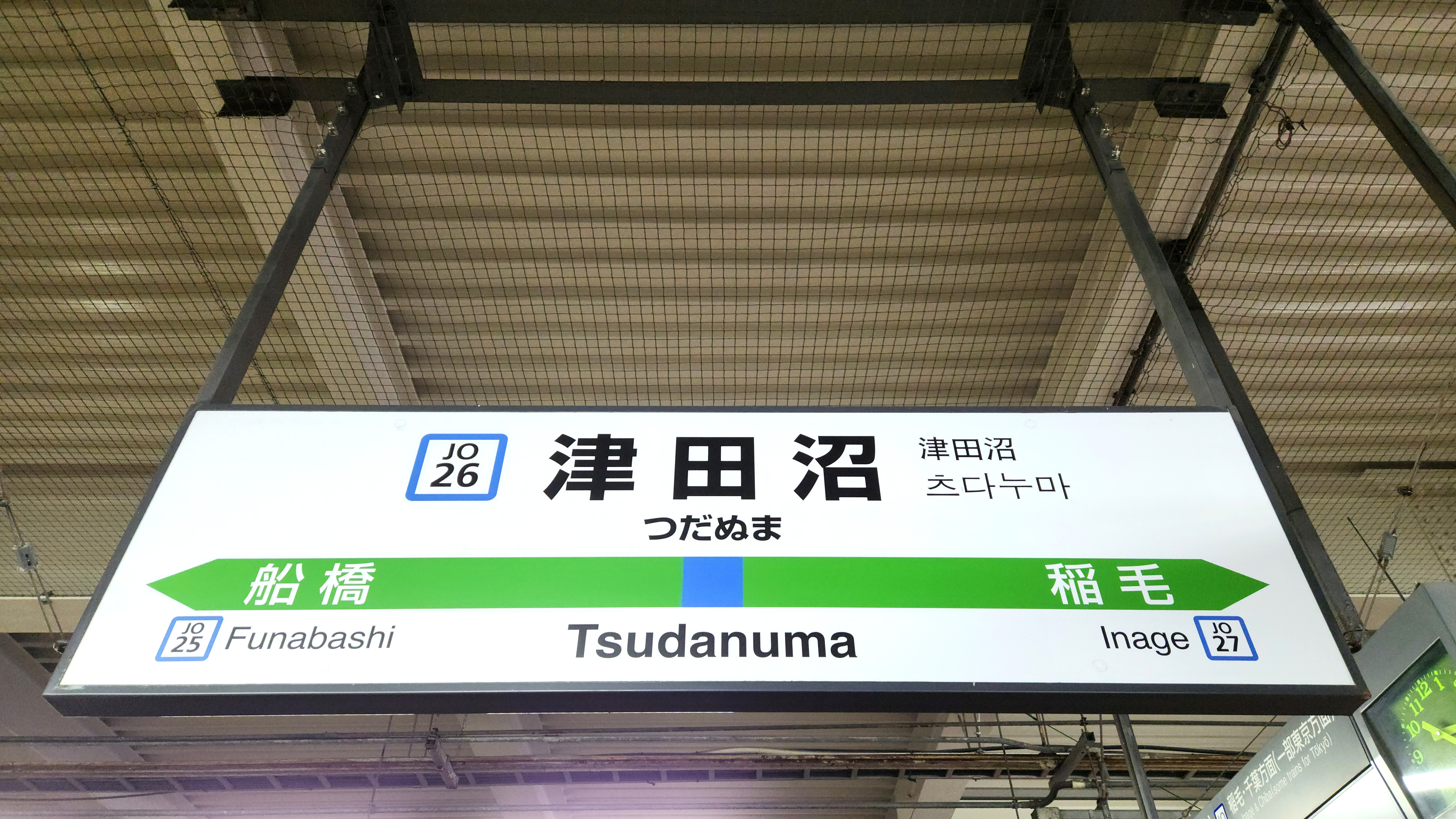
駅名標（2023年12月）

## 利用状況
- JR東日本 - 2023年度の1日平均乗車人員は87,820人である[JR 1]。
  - 千葉県内では西船橋駅、船橋駅、柏駅、千葉駅、松戸駅に次ぐ第6位で、JR東日本全体では神田駅に次いで第43位である。1995年度までは1日平均乗車人員が13万人を上回っており、西船橋駅や千葉駅よりも乗車人員が多かった。しかし、東葉高速鉄道東葉高速線が開業した1996年度に大きく減少し、1997年度に西船橋駅を下回った。

### 年度別1日平均乗車人員（1890年代 - 1930年代）
年度全体の乗車人員を365（閏日が入る年度は366）で除して1日平均乗車人員を求めている。
| 年度               | 1日平均 乗車人員 | 出典              |
| ------------------ | ---------------- | ----------------- |
| 1897年（明治30年） | 80               | [ 千葉県統計 1 ]  |
| 1898年（明治31年） | 104              | [ 千葉県統計 2 ]  |
| 1900年（明治33年） | 201              | [ 千葉県統計 3 ]  |
| 1901年（明治34年） | 325              | [ 千葉県統計 4 ]  |
| 1905年（明治38年） | 467              | [ 千葉県統計 5 ]  |
| 1906年（明治39年） | 398              | [ 千葉県統計 6 ]  |
| 1907年（明治40年） | 341              | [ 千葉県統計 7 ]  |
| 1908年（明治41年） | 518              | [ 千葉県統計 8 ]  |
| 1909年（明治42年） | 390              | [ 千葉県統計 9 ]  |
| 1910年（明治43年） | 377              | [ 千葉県統計 10 ] |
| 1911年（明治44年） | 405              | [ 千葉県統計 11 ] |
| 1912年（大正元年） | 388              | [ 千葉県統計 12 ] |
| 1913年（大正02年） | 400              | [ 千葉県統計 13 ] |
| 1914年（大正03年） | 400              | [ 千葉県統計 14 ] |
| 1915年（大正04年） | 417              | [ 千葉県統計 15 ] |
| 1916年（大正05年） | 441              | [ 千葉県統計 16 ] |
| 1917年（大正06年） | 498              | [ 千葉県統計 17 ] |
| 1918年（大正07年） | 548              | [ 千葉県統計 18 ] |
| 1919年（大正08年） | 644              | [ 千葉県統計 19 ] |
| 1920年（大正09年） | 701              | [ 千葉県統計 20 ] |
| 1921年（大正10年） | 831              | [ 千葉県統計 21 ] |
| 1922年（大正11年） | 837              | [ 千葉県統計 22 ] |
| 1923年（大正12年） | 810              | [ 千葉県統計 23 ] |
| 1924年（大正13年） | 923              | [ 千葉県統計 24 ] |
| 1925年（大正14年） | 1,033            | [ 千葉県統計 25 ] |
| 1926年（昭和元年） | 992              | [ 千葉県統計 26 ] |
| 1927年（昭和02年） | 824              | [ 千葉県統計 27 ] |
| 1928年（昭和03年） | 779              | [ 千葉県統計 28 ] |
| 1929年（昭和04年） | 786              | [ 千葉県統計 29 ] |
| 1930年（昭和05年） | 732              | [ 千葉県統計 30 ] |
| 1931年（昭和06年） | 697              | [ 千葉県統計 31 ] |
| 1932年（昭和07年） | 662              | [ 千葉県統計 32 ] |
| 1933年（昭和08年） | 683              | [ 千葉県統計 33 ] |
| 1934年（昭和09年） | 693              | [ 千葉県統計 34 ] |
| 1935年（昭和10年） | 768              | [ 千葉県統計 35 ] |
| 1936年（昭和11年） | 989              | [ 千葉県統計 36 ] |

### 年度別1日平均乗車人員（1953年 - 2000年）
近年の1日平均乗車人員の推移は下表の通りである。
- 年度全体の乗車人員を365（閏日が入る年度は366）で除して1日平均乗車人員を求めている。2012年度以降の定期外と定期の値は、計算で生じた小数点以下の値は切り捨てているため、定期外と定期の和は必ずしも合計と一致しない。

| 年度               | 1日平均乗車人員 | 1日平均乗車人員 | 1日平均乗車人員 | 出典              |
| 年度               | 定期外          | 定期            | 合計            | 出典              |
| ------------------ | --------------- | --------------- | --------------- | ----------------- |
| 1953年（昭和28年） | 1,880           | 6,201           | 8,081           | [ 千葉県統計 37 ] |
| 1954年（昭和29年） | 1,823           | 6,640           | 8,463           | [ 千葉県統計 38 ] |
| 1955年（昭和30年） | 1,894           | 7,368           | 9,262           | [ 千葉県統計 39 ] |
| 1956年（昭和31年） | 2,040           | 8,033           | 10,073          | [ 千葉県統計 40 ] |
| 1957年（昭和32年） | 2,331           | 8,871           | 11,202          | [ 千葉県統計 41 ] |
| 1958年（昭和33年） | 2,583           | 10,396          | 12,979          | [ 千葉県統計 42 ] |
| 1959年（昭和34年） | 3,214           | 12,424          | 15,638          | [ 千葉県統計 43 ] |
| 1960年（昭和35年） | 4,000           | 15,191          | 19,191          | [ 千葉県統計 44 ] |
| 1961年（昭和36年） | 4,103           | 19,328          | 23,431          | [ 千葉県統計 45 ] |
| 1962年（昭和37年） | 5,248           | 24,409          | 29,657          | [ 千葉県統計 46 ] |
| 1963年（昭和38年） | 6,571           | 30,096          | 36,667          | [ 千葉県統計 47 ] |
| 1964年（昭和39年） | 7,786           | 35,103          | 42,889          | [ 千葉県統計 48 ] |
| 1965年（昭和40年） | 8,948           | 37,591          | 46,539          | [ 千葉県統計 49 ] |
| 1966年（昭和41年） | 9,657           | 42,910          | 52,567          | [ 千葉県統計 50 ] |
| 1967年（昭和42年） | 11,274          | 44,640          | 55,914          | [ 千葉県統計 51 ] |
| 1968年（昭和43年） | 12,607          | 47,450          | 60,057          | [ 千葉県統計 52 ] |
| 1969年（昭和44年） | 13,472          | 51,659          | 65,131          | [ 千葉県統計 53 ] |
| 1970年（昭和45年） | 14,605          | 57,090          | 71,695          | [ 千葉県統計 54 ] |
| 1971年（昭和46年） | 15,776          | 59,865          | 75,641          | [ 千葉県統計 55 ] |
| 1972年（昭和47年） | 17,875          | 64,510          | 82,385          | [ 千葉県統計 56 ] |
| 1973年（昭和48年） | 19,447          | 69,009          | 88,456          | [ 千葉県統計 57 ] |
| 1974年（昭和49年） | 20,356          | 73,631          | 93,987          | [ 千葉県統計 58 ] |
| 1975年（昭和50年） | 21,009          | 72,304          | 93,313          | [ 千葉県統計 59 ] |
| 1976年（昭和51年） | 22,149          | 76,491          | 98,640          | [ 千葉県統計 60 ] |
| 1977年（昭和52年） | 23,318          | 79,207          | 102,525         | [ 千葉県統計 61 ] |
| 1978年（昭和53年） | 24,524          | 81,161          | 105,685         | [ 千葉県統計 62 ] |
| 1979年（昭和54年） | 24,440          | 83,235          | 107,675         | [ 千葉県統計 63 ] |
| 1980年（昭和55年） | 24,610          | 84,823          | 109,433         | [ 千葉県統計 64 ] |
| 1981年（昭和56年） | 24,562          | 86,849          | 111,411         | [ 千葉県統計 65 ] |
| 1982年（昭和57年） | 24,212          | 86,362          | 110,574         | [ 千葉県統計 66 ] |
| 1983年（昭和58年） | 25,485          | 86,551          | 112,036         | [ 千葉県統計 67 ] |
| 1984年（昭和59年） | 25,979          | 91,287          | 117,266         | [ 千葉県統計 68 ] |
| 1985年（昭和60年） | 26,917          | 90,463          | 117,380         | [ 千葉県統計 69 ] |
| 1986年（昭和61年） | 28,368          | 89,522          | 117,890         | [ 千葉県統計 70 ] |
| 1987年（昭和62年） | 29,251          | 91,758          | 121,009         | [ 千葉県統計 71 ] |
| 1988年（昭和63年） | 29,572          | 97,506          | 127,078         | [ 千葉県統計 72 ] |
| 1989年（平成元年） | 30,510          | 99,996          | 130,506         | [ 千葉県統計 73 ] |
| 1990年（平成02年） | 31,278          | 102,314         | 133,592         | [ 千葉県統計 74 ] |
| 1991年（平成03年） | 32,984          | 103,801         | 136,785         | [ 千葉県統計 75 ] |
| 1992年（平成04年） | 33,864          | 105,176         | 139,040         | [ 千葉県統計 76 ] |
| 1993年（平成05年） | 34,436          | 104,404         | 138,840         | [ 千葉県統計 77 ] |
| 1994年（平成06年） | 33,926          | 102,555         | 136,481         | [ 千葉県統計 78 ] |
| 1995年（平成07年） | 33,782          | 101,314         | 135,096         | [ 千葉県統計 79 ] |
| 1996年（平成08年） | 30,778          | 87,959          | 118,737         | [ 千葉県統計 80 ] |
| 1997年（平成09年） | 29,274          | 81,588          | 110,862         | [ 千葉県統計 81 ] |
| 1998年（平成10年） | 29,682          | 78,431          | 108,113         | [ 千葉県統計 82 ] |
| 1999年（平成11年） | 30,536          | 76,565          | 107,101         | [ 千葉県統計 83 ] |
| 2000年（平成12年） | 30,319          | 74,886          | 105,205         | [ 千葉県統計 84 ] |

### 年度別1日平均乗車人員（2001年以降）
| 年度               | 1日平均乗車人員 | 1日平均乗車人員 | 1日平均乗車人員 | 出典               |
| 年度               | 定期外          | 定期            | 合計            | 出典               |
| ------------------ | --------------- | --------------- | --------------- | ------------------ |
| 2001年（平成13年） | 30,605          | 74,347          | 104,952         | [ 千葉県統計 85 ]  |
| 2002年（平成14年） | 30,686          | 73,715          | 104,401         | [ 千葉県統計 86 ]  |
| 2003年（平成15年） | 31,628          | 73,593          | 105,221         | [ 千葉県統計 87 ]  |
| 2004年（平成16年） | 30,958          | 74,021          | 104,979         | [ 千葉県統計 88 ]  |
| 2005年（平成17年） | 30,267          | 73,655          | 103,922         | [ 千葉県統計 89 ]  |
| 2006年（平成18年） | 30,059          | 73,353          | 103,414         | [ 千葉県統計 90 ]  |
| 2007年（平成19年） | 30,477          | 72,923          | 103,400         | [ 千葉県統計 91 ]  |
| 2008年（平成20年） | 30,548          | 72,905          | 103,453         | [ 千葉県統計 92 ]  |
| 2009年（平成21年） | 29,724          | 72,146          | 101,870         | [ 千葉県統計 93 ]  |
| 2010年（平成22年） | 29,169          | 72,078          | 101,247         | [ 千葉県統計 94 ]  |
| 2011年（平成23年） | 29,416          | 71,911          | 101,327         | [ 千葉県統計 95 ]  |
| 2012年（平成24年） | 29,812          | 71,958          | 101,771         | [ 千葉県統計 96 ]  |
| 2013年（平成25年） | 30,269          | 73,812          | 104,082         | [ 千葉県統計 97 ]  |
| 2014年（平成26年） | 29,927          | 72,197          | 102,125         | [ 千葉県統計 98 ]  |
| 2015年（平成27年） | 30,099          | 73,304          | 103,404         | [ 千葉県統計 99 ]  |
| 2016年（平成28年） | 29,890          | 73,811          | 103,702         | [ 千葉県統計 100 ] |
| 2017年（平成29年） | 29,957          | 74,116          | 104,073         | [ 千葉県統計 101 ] |
| 2018年（平成30年） | 29,781          | 74,130          | 103,912         | [ 千葉県統計 102 ] |
| 2019年（令和元年） | 28,608          | 74,237          | 102,846         | [ 千葉県統計 103 ] |
| 2020年（令和02年） | 20,233          | 56,653          | 76,886          |                    |
| 2021年（令和03年） | 23,673          | 56,126          | 79,799          |                    |
| 2022年（令和04年） | 27,079          | 57,992          | 85,072          |                    |
| 2023年（令和05年） | 27,951          | 59,869          | 87,820          |                    |

備考
1. ↑  1897年・1898年・1900年・1901年・1905年・1906年については1月 - 12月の暦年

## 駅周辺

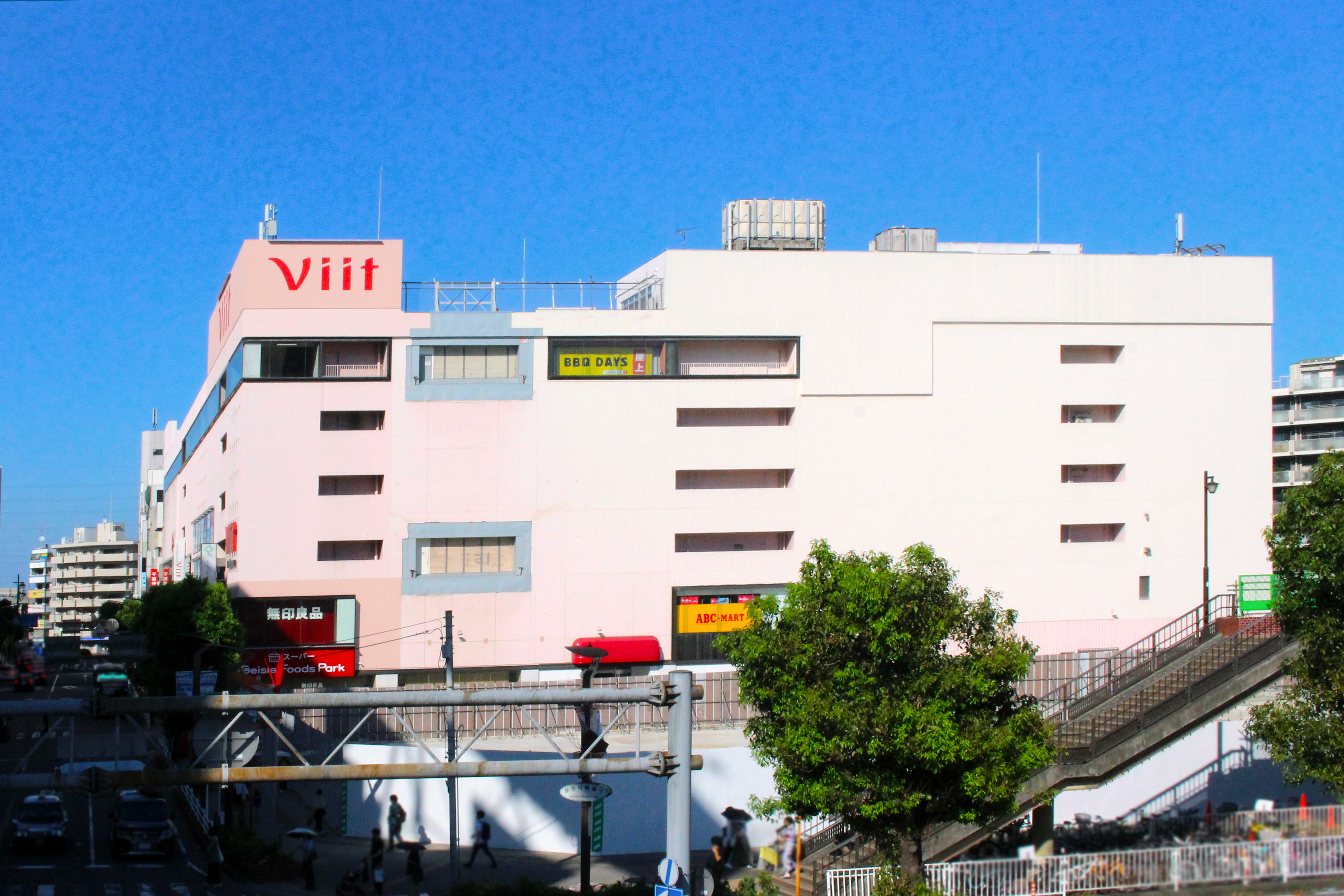
津田沼ビート

駅には各主要施設に連絡しているペデストリアンデッキが南口（1978年共用開始）と北口（1987年共用開始）に整備されており、特に駅南口は津田沼公園、モリシア津田沼を経由し、津田沼ザ・タワー（奏の杜方面）へと続く大規模な駅前デッキ網として知られる。また、駅周辺にはJR東日本ホテルメッツ津田沼、東横イン津田沼などのホテルがあるため、ビジネス利用や観光拠点としても適している。

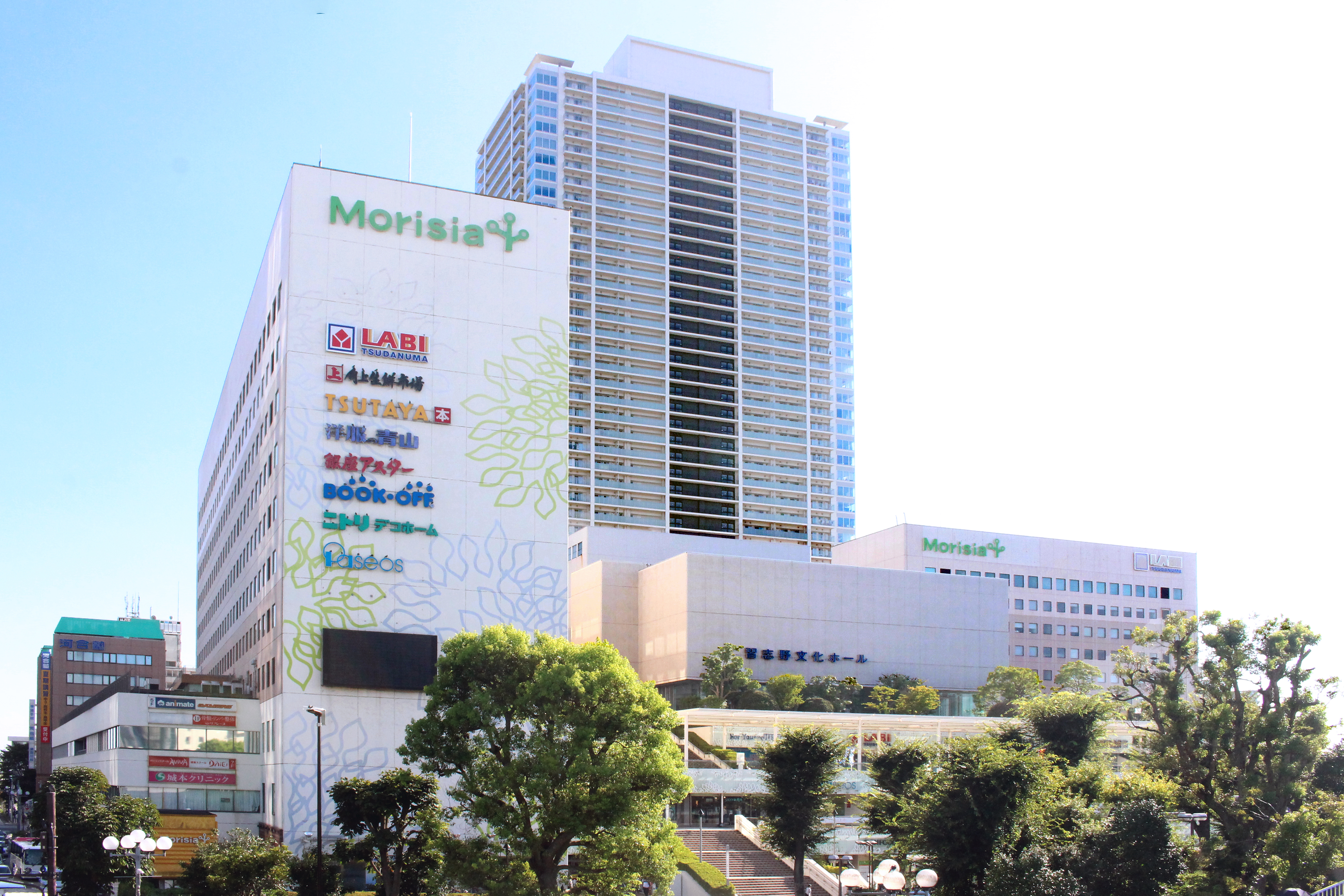
モリシア津田沼 ※奥の超高層ビルは津田沼ザ・タワー

当駅には千葉ステーションビルの駅ビルであるペリエ津田沼、北口にはミーナ津田沼、イオンモール津田沼、津田沼OKビル（大和商事）などが立地しており、南口にはモリシア津田沼（ダイエー、ヤマダデンキLABI津田沼など）、Loharu津田沼（ユザワヤ、丸善）、奏の杜フォルテなど大型店舗が多数林立している。古くから津田沼戦争と呼ばれるほど駅周辺に大型店の進出や店舗同士での競争激化が相次ぐ関東有数の繁華街となっている。
北口商店街の大部分は船橋市前原西に属する。津田沼（旧称：久々田）の古くからの市街地は国道14号から京成津田沼駅周辺に位置し、当駅からは離れている。習志野市側では1960年代まで北口側・南口側共に戦前の陸軍鉄道連隊跡地を転用した施設（京成電鉄津田沼第二工場、千葉県立千葉工業高等学校、千葉工業大学、習志野市立第一中学校、国鉄官舎）などが広がっていた。北口側では、1960年代末に県立千葉工業高校などが移転した跡に新京成電鉄新京成線（現・京成松戸線）の新津田沼駅が移転し（藤崎台駅と統合）、1970年代にかけて両市域に跨る再開発事業が行われた。
南口側でも市立第一中学校の移転跡地の再開発が行われ、1978年に習志野サンペデック（現在のモリシア津田沼）が開業した。これらの再開発により、習志野市側においても駅周辺が市の中心街として成長するとともに大型商業施設間の激しい競争が展開した。
南口には学習塾が多く立地しており、千葉工業大学津田沼キャンパスなどもあるため、学生が多く利用する文教地区となっている。学習塾業界を物語とした森絵都による『みかづき』の舞台となっており、津田沼戦争（塾激戦区）という塾同士の熾烈な抗争があったことが取り上げられている。
また、南口では2007年から35ヘクタールに及ぶ大規模な土地区画整理事業であるJR津田沼駅南口特定土地区画整理事業が実施されており、都市再開発や超高層マンションの建設が進んでいる。
将来的には7000人程度の定住人口を見込んでいる。街の入り口付近に商業施設（フォルテ）が開業するなど、今後の発展が期待される。この地域の旧町名は「谷津」であったが、習志野市が開発プロジェクト名を採り入れた「奏の杜」という新町名を導入するにあたって市議会などで紛糾した。
南口には、ほんの一部分だけ船橋市前原西の地域が存在する。駅の船橋方にある歩道橋は、船橋市内の小学校区通学の便を図るために設置されている。
京成線の新津田沼駅とは東へ400メートル程度のため乗り換えが可能であるが、連絡通路が設置されておらず屋根もないため、乗り換え駅としては不便である（新津田沼駅#JR津田沼駅との乗換を参照）。イトーヨーカドー津田沼店隣の駐車場とその近くにあるバス転回場の敷地を利用して再開発が計画されている。
かつては貨物駅でもあり、当時は京成電鉄などの鉄道車両を搬出入する際に当駅が使用されていた。

### 駅舎内の施設（駅ナカ・駅ビル）
駅ナカ商業施設として千葉ステーションビルの駅ビル「ペリエ津田沼（Perie）」がある。
改札内にエキナカ、改札外にエキソトとフロアが分かれている。
- 改札内
  - 駅ビル：ペリエ津田沼（エキナカ）
    - 専門店約19店舗を有する商業施設、以下代表店
      - キヨスク、NewDays、ザ・ガーデン自由が丘、3COINS、青山フラワーマーケット、とんかつまい泉、VIEW ALTTE
- 改札外
  - 駅ビル：ペリエ津田沼（エキソト）
    - エクセルシオール カフェ、ロッテリア、VIEW ALTTE
- みどりの窓口
- 指定席券売機

### 近隣の駅

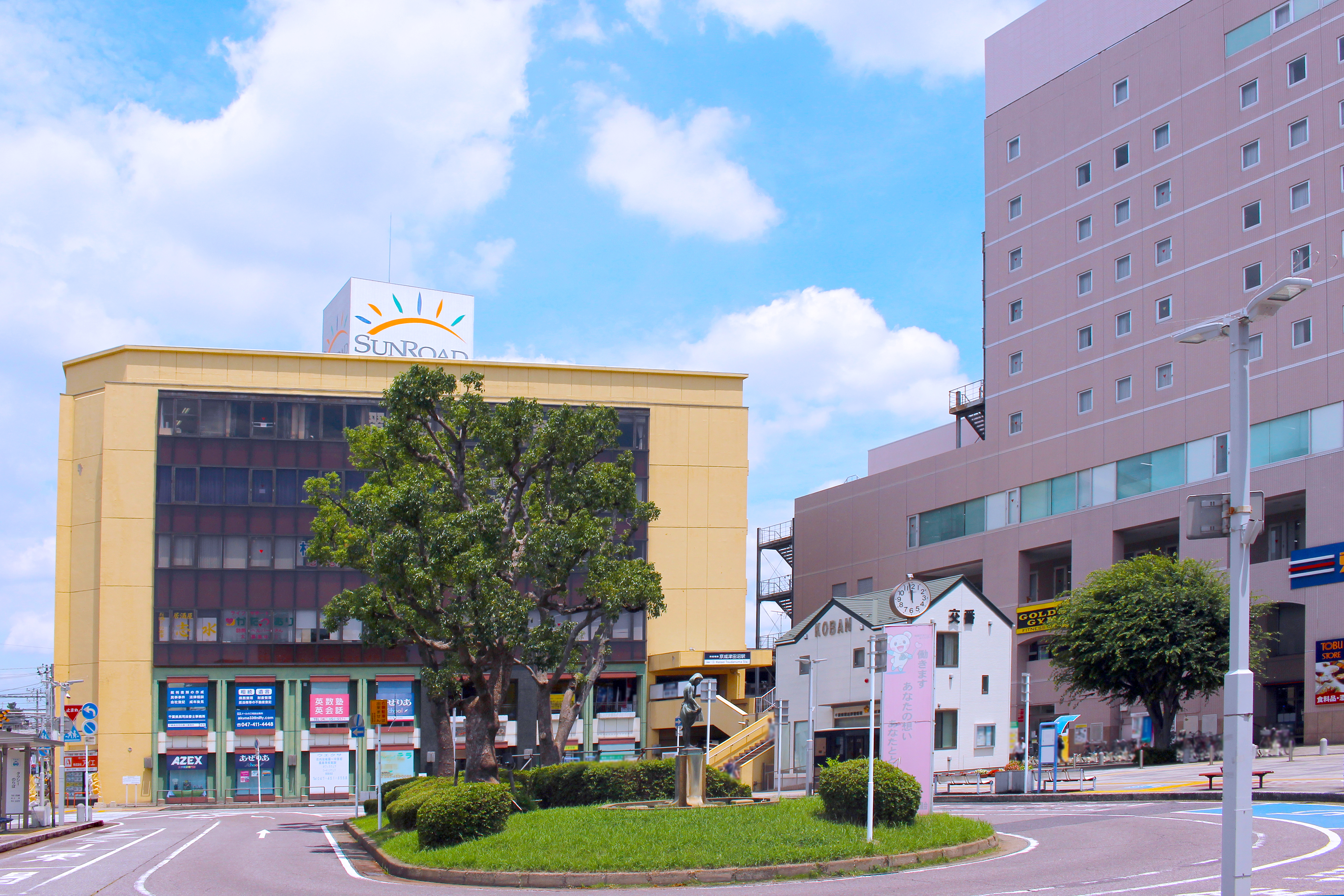
京成津田沼駅

半径約2キロメートル圏内に位置する駅。
- 新津田沼駅
- 京成津田沼駅
- 谷津駅
- 前原駅

### 北口

#### 習志野市津田沼

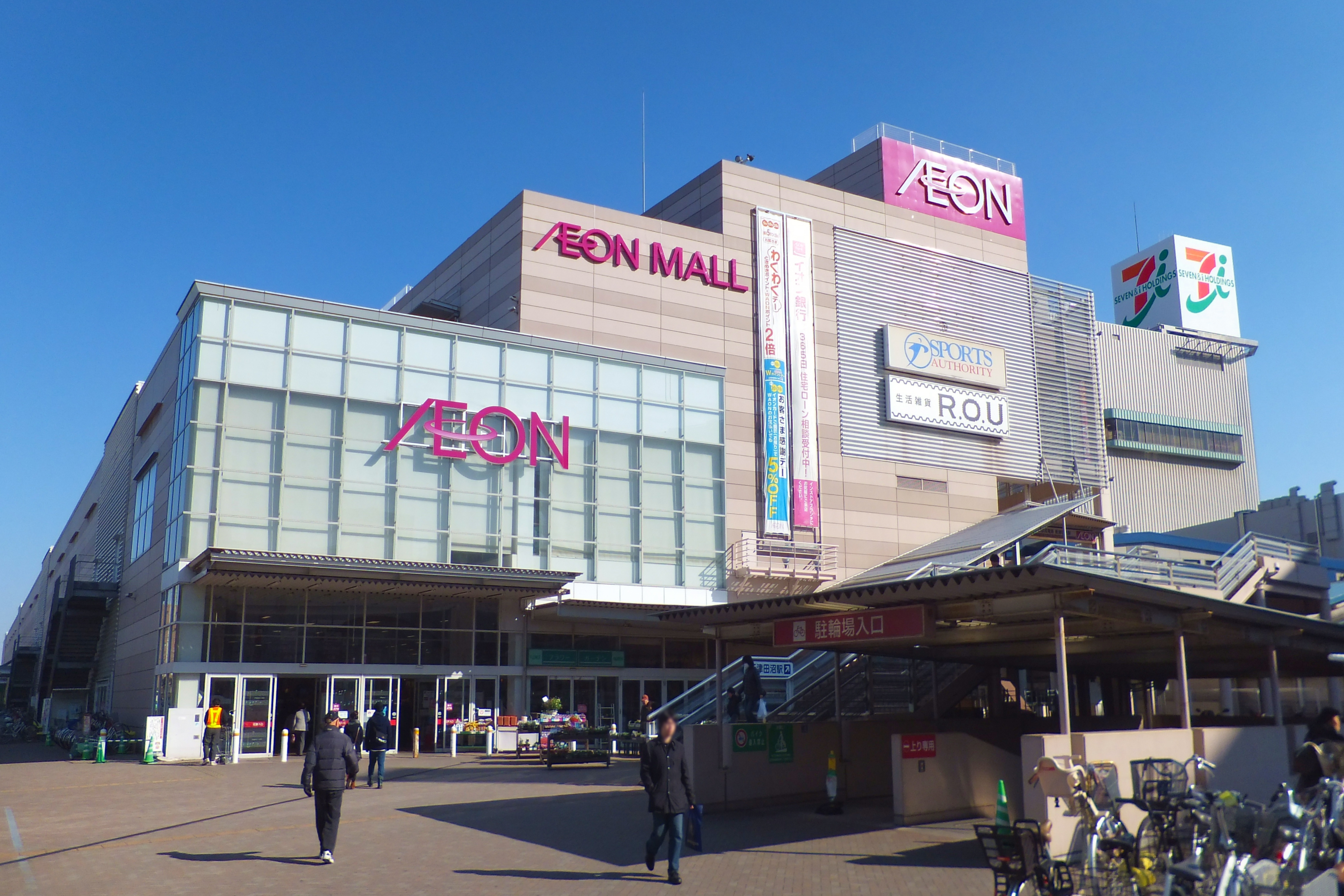
イオンモール津田沼

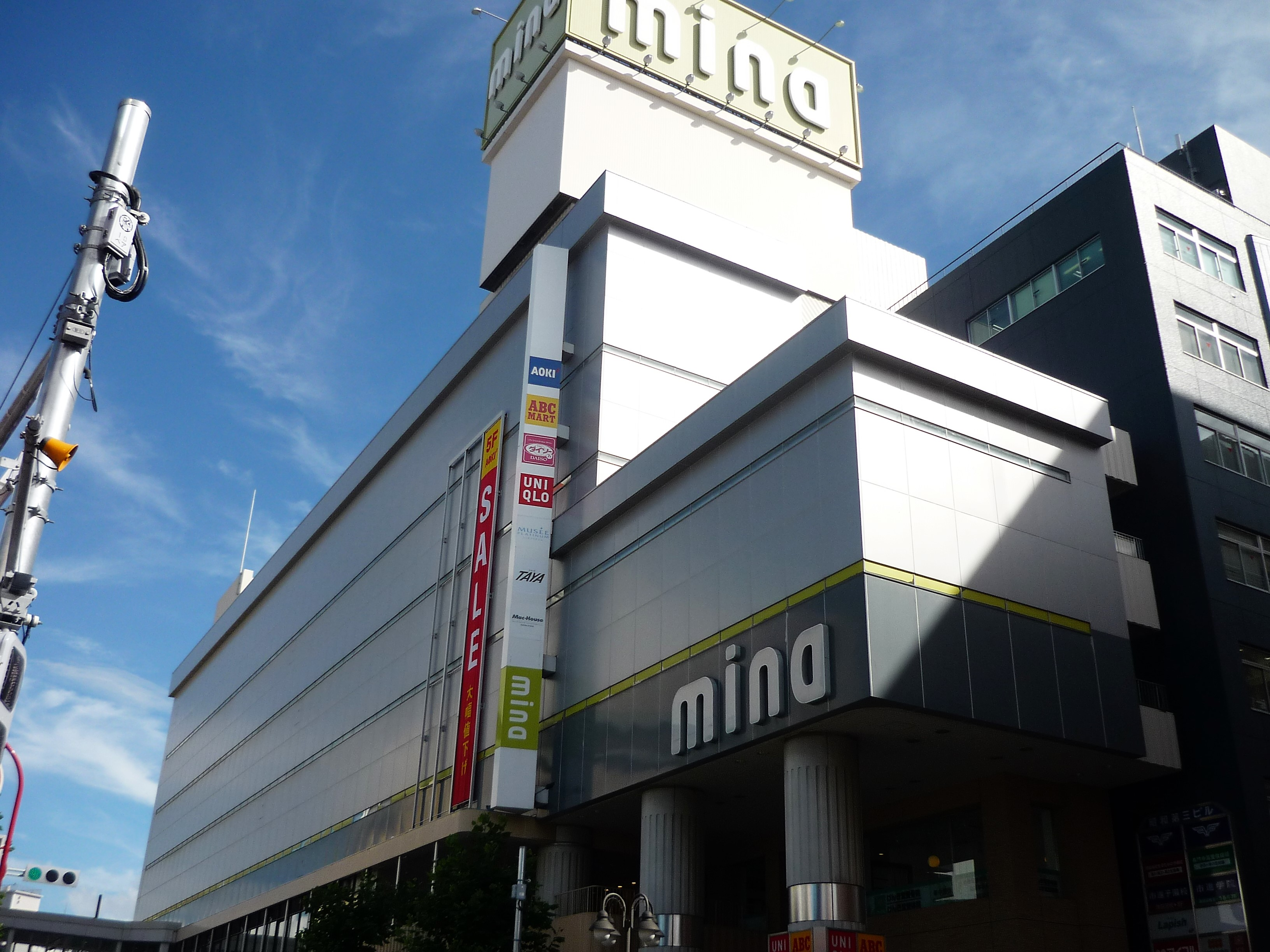
ミーナ津田沼

- 新津田沼駅
- イオンモール津田沼
- ミーナ津田沼
- 津田沼OKビル
- コナミスポーツクラブ津田沼
- 三菱UFJ銀行 津田沼支店
- 津田沼1丁目公園

#### 船橋市前原西・前原東
- ペリエ津田沼
- 津田沼ビート（津田沼パルコB館跡に開業）
- 都市再生機構UR津田沼営業センター
- 船橋市立前原小学校
- 東部公民館（船橋市役所 津田沼連絡所）
- 東横イン津田沼
- カプセルホテルファミー
- グリーンアロー津田沼店
- ファミーユ津田沼ホール[2]
- 船橋東警察署前原交番
- 津田沼郵便局
- 津田沼住宅展示場
- 津田沼自動車教習所
- 東横INN津田沼駅北口

### 南口

#### 習志野市津田沼
- 京成津田沼駅
- ベッセルイン京成津田沼駅前
- JR東日本ホテルメッツ津田沼
- 千葉工業大学[25]津田沼キャンパス
- 千葉美術予備校

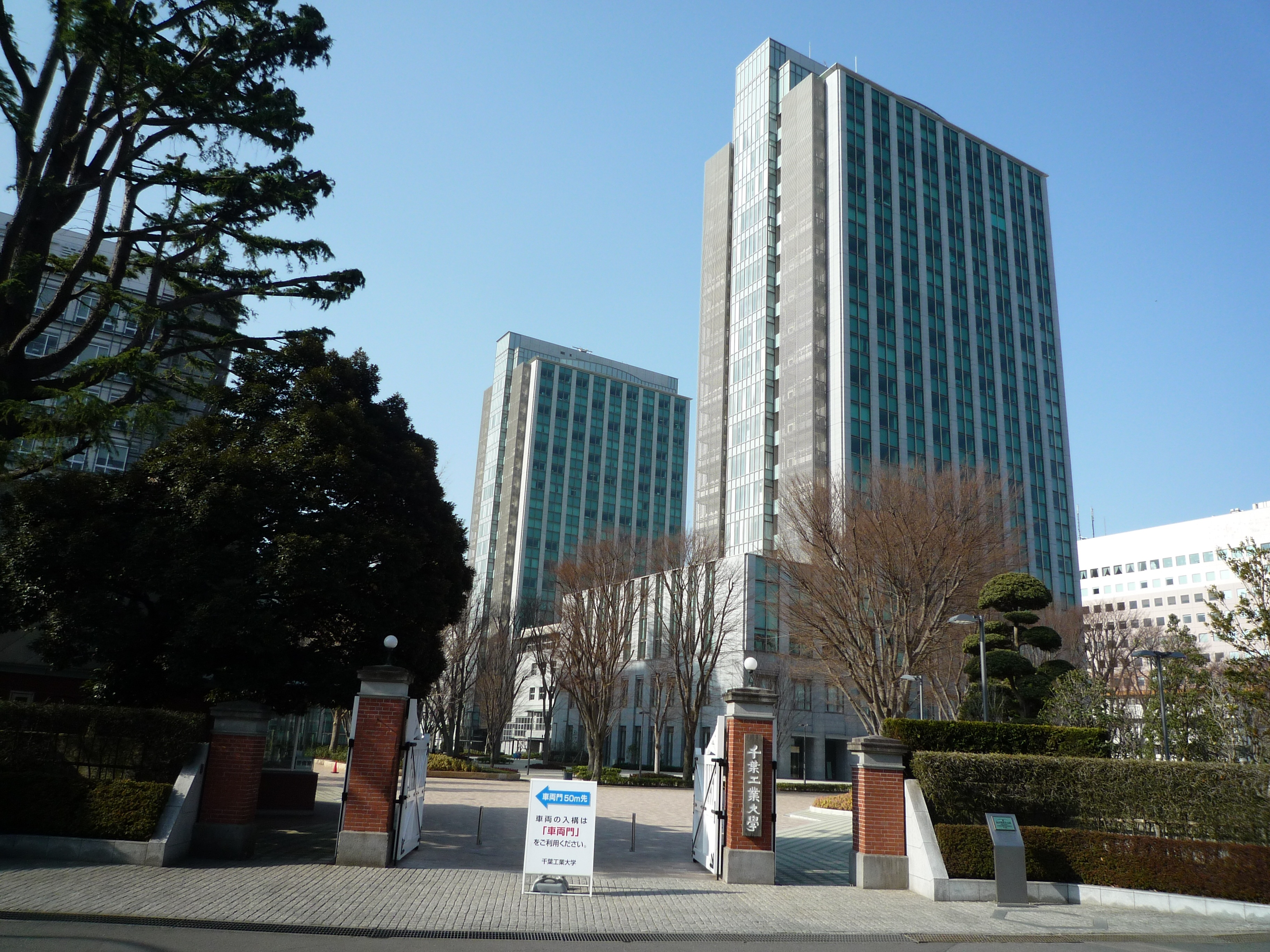
千葉工業大学津田沼キャンパス

- 大原簿記公務員医療情報ビジネス専門学校 津田沼校
- 習志野市役所（厳密には所在地は鷺沼）
- 習志野郵便局
- 菊田神社

#### 習志野市谷津

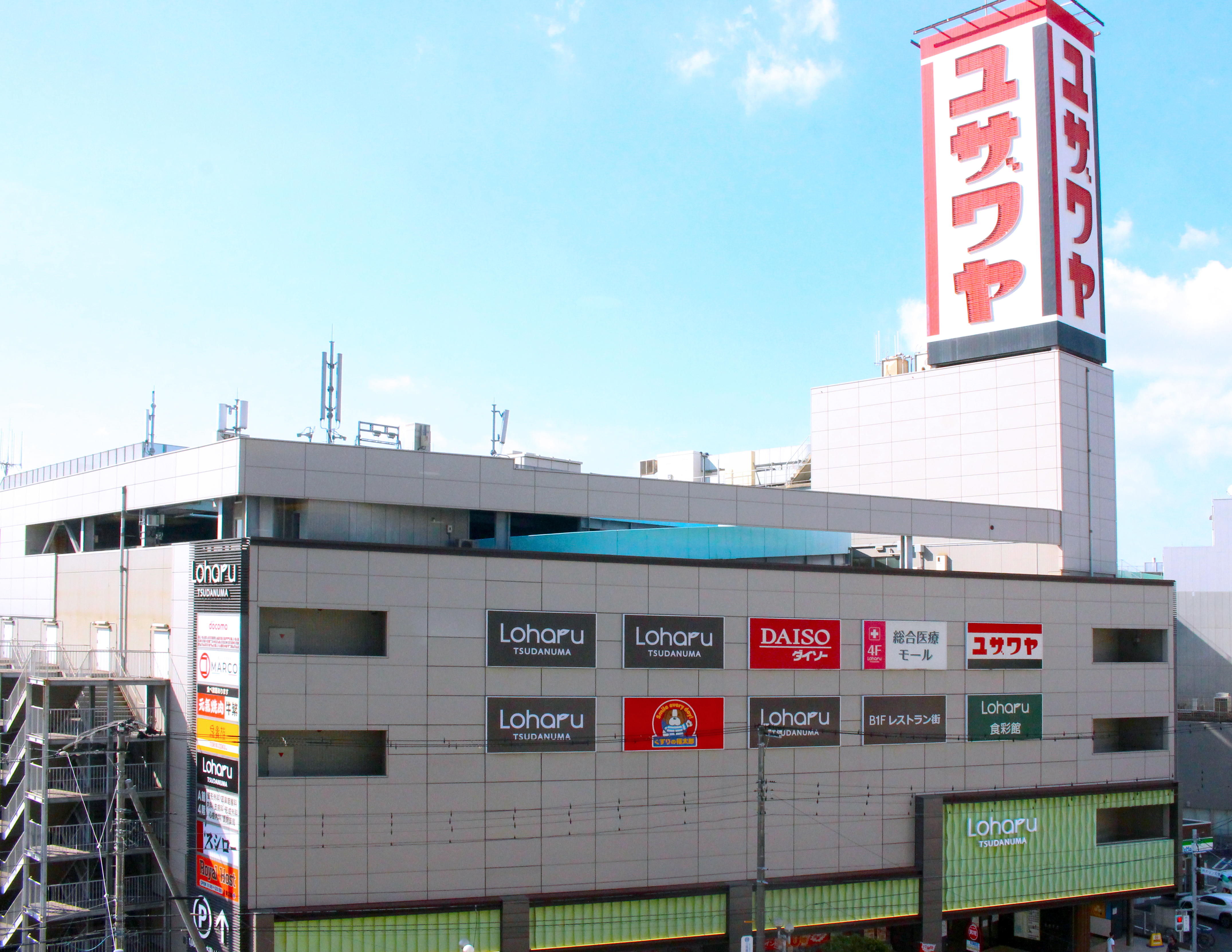
Loharu津田沼

- Loharu津田沼
  - ユザワヤ津田沼店
  - 丸善津田沼店
  - ザ・ダイソー
- 津田沼公園
- 駿台予備学校 津田沼校
- 河合塾 津田沼校
- 日産レンタカー津田沼駅前店
- 津田沼中央総合病院

#### 習志野市奏の杜

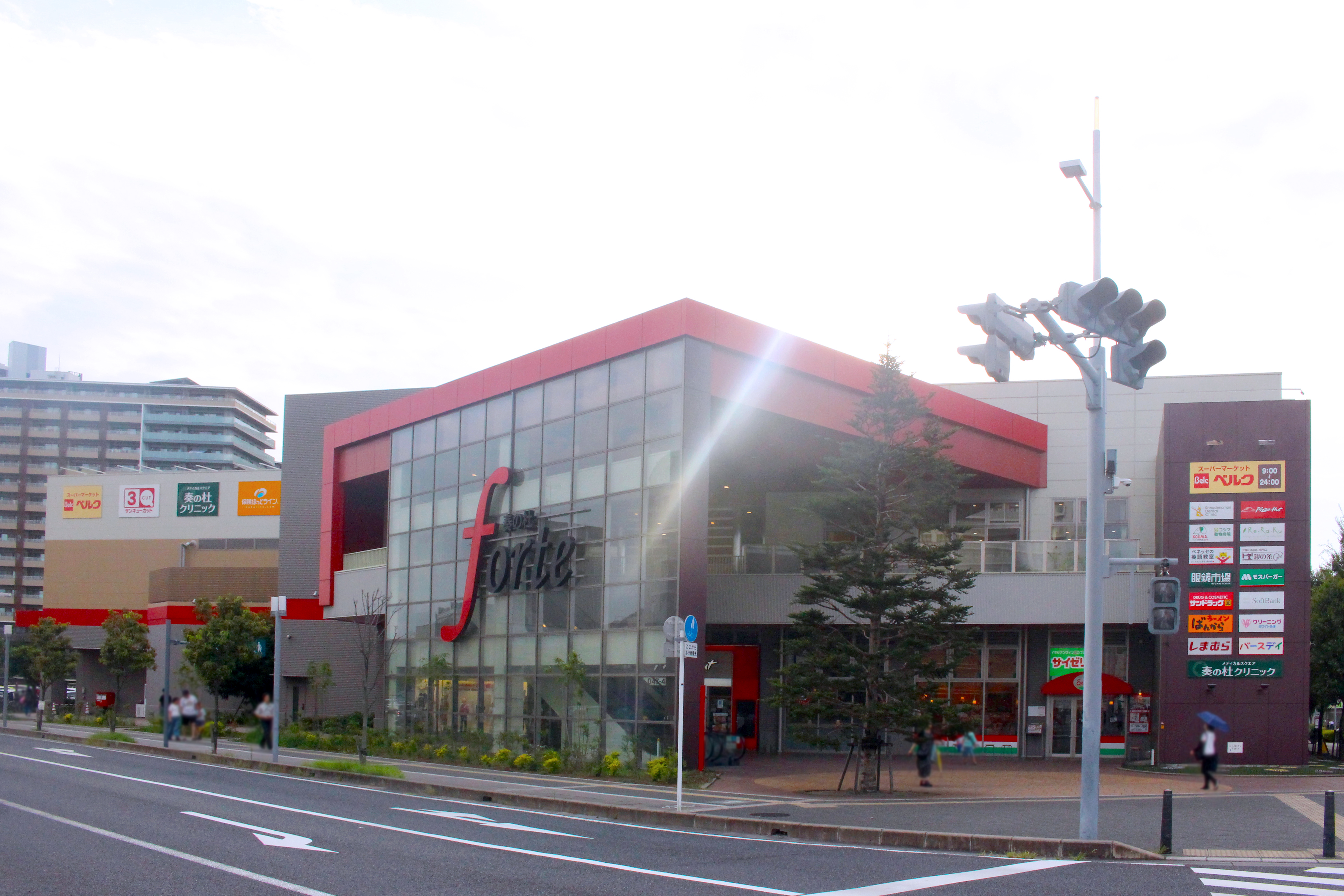
奏の杜forte

- 奏の杜forte
  - ベルクフォルテ津田沼店
- 習志野市中央消防署 谷津奏の杜出張所
- 習志野市立第一中学校
- オレンジロード
- 谷津奏の杜公園

## バス路線
北口は1 - 7番、南口は7 - 10番となる。

### 北口
京成バス、京成バス千葉セントラルが運行する路線バスまたは高速バスが発着する。
| 乗り場 | 運行事業者             | 系統・行先                                                                | 担当営業所     | 備考 |
| ------ | ---------------------- | ------------------------------------------------------------------------- | -------------- | ---- |
| 1      | 京成バス千葉セントラル | 船尾車庫                                                                  | 印西営業所     |      |
| 2      | 京成バス千葉セントラル | 津16：高津団地東口 津17・津18：津田沼グリーンハイツ 津07：二宮神社前      | 習志野西営業所 |      |
| 3      | 京成バス千葉セントラル | 津04：北習志野駅 津05：習志野車庫 津08：二宮神社前 津08A：田喜野井入口    | 習志野西営業所 |      |
| 4      | 京成バス               | 津01：三山車庫 / 京成バス習志野出張所 津02：二宮神社 津21：八千代台駅西口 | 習志野出張所   |      |
| 5      | 京成バス               | 津03：日大実籾 津31：八千代台駅東口 / ユトリシア 津31-1：習志野出張所     | 習志野出張所   |      |
| 5      | 京成バス千葉セントラル | 船41：京成船橋駅                                                          | 船橋営業所     |      |
| 6      | 京成バス千葉セントラル | 津11：公団東口 津13：飯山満二丁目 津14：東船橋駅                          | 習志野西営業所 |      |
| 7      | 京成バス               | 津32：習志野企業局 三山一丁目方面（田喜野井循環）                         | 習志野出張所   |      |

### 南口
京成バス、京成バス千葉セントラル、東京空港交通、奈良交通が運行する路線バスまたは高速バスが発着する。
| 乗り場 | 運行事業者                | 系統・行先                                                   | 備考                 |
| ------ | ------------------------- | ------------------------------------------------------------ | -------------------- |
| 7      | 京成バス                  | 津51・津52：新習志野駅                                       | 「津52」は平日朝のみ |
| 8      | 京成バス                  | 津41：袖ヶ浦団地 津46：幕張メッセ中央                        | 「津46」は平日のみ   |
| 9      | 京成バス 東京空港交通     | 空港連絡：羽田空港                                           |                      |
| 9      | 京成バス 奈良交通         | やまと号：大和西大寺駅南口                                   |                      |
| 9      | 京成バス フジエクスプレス | 河口湖駅 / 御殿場プレミアム・アウトレット                    |                      |
| 10     | 京成バス                  | 津62：幕張本郷駅 津65：京成大久保駅南口 津71・津72：谷津干潟 |                      |

平和交通は駅前バスロータリー先の津田沼公園の横に停留所があり、ららぽーとTOKYO-BAYへの路線バスを運行している。
- ららぽーとTOKYO-BAY

### その他
バスターミナルには乗り入れていないが、習志野市ハッピーバス京成津田沼駅内陸ルートが駅の東側を通過しており、北口の津田沼一丁目公園前に津田沼一丁目停留所が設置されている。
また、新津田沼駅の北側に新津田沼駅北口、南側に新津田沼駅の2つの停留所があるが、前者は路線の始発・終着地点であるのに対して、後者は当駅発着路線における隣の停留所となっている。

## 隣の駅
東日本旅客鉄道（JR東日本）
 総武線（快速）
船橋駅 (JO 25) - 津田沼駅 (JO 26) - 稲毛駅 (JO 27)
 総武線（各駅停車）・ 東西線直通
東船橋駅 (JB 32) - 津田沼駅 (JB 33) - 幕張本郷駅 (JB 34)